# Dorsal de Nazca
La dorsal de Nazca és una dorsal oceànica del sud de l'oceà Pacífic. Es troba a la placa de Nazca i està essent subduccionada en la fossa de Perú-Xile sota la placa sud-americana pel moviment de les plaques tectòniques.